# Ralenis Tovar
Ralenis Jolissa Tovar Guillén (Caracas, Venezuela) es una jueza venezolana que en 2014 firmó la orden de aprehensión contra el dirigente opositor Leopoldo López. En 2017 Ralenis denunció que fue amenazada para firmar la orden y que lo hizo al sentirse atemorizada.

## Carrera
Ralenis ejerció una carrera como jueza por diecisiete años en Caracas. El 12 de febrero de 2014, durante las protestas en Venezuela, Ralenis Tovar, Jueza del Tribunal Décimo Sexto (16º) en funciones de control, emitió una orden de arresto para López bajo cargos que incluían «instigación a cometer crímenes, intimidación pública, incendio provocado de un edificio público, daños a propiedad pública, homicidio, perjuicios serios, incitación a crear disturbios» y «terrorismo».
Ralenis posteriormente salió del país. Después de las protestas en Venezuela de 2017, la Organización de los Estados Americanos organizó una serie de audiencias públicas sobre los posibles crímenes de lesa humanidad cometidos en el país. En la tercera sesión de audiencias, Ralenis intervino de manera virtual desde Canadá y declaró que en 2014 ante la duda, uno de los funcionarios militares le había preguntado «¿Usted como que quiere convertirse en una segunda jueza Lourdes Afiuni?» y que firmó la orden de aprehensión de Leopoldo al sentirse atemorizada.